# Naturräumliche Einheit 132.0
Als Naturräumliche Einheit 132.0 wird die einzige Einheit des Naturraums Marktheidenfelder Platte in erster Nachkommastelle bezeichnet, der ansonsten in erster Nachkommastelle ungegliedert bleibt. Der weitaus größte Teil des Naturraums entfällt auf Bayern, vereinzelte Teile liegen auch im Norden Baden-Württembergs. Die namenlose naturräumliche Einheit mit der Nr. „132.0“ der Haupteinheitengruppe Mainfränkische Platten (Haupteinheit 13) weist vier Untergliederungseinheiten in zweiter Nachkommastelle auf: Die Karlstadt-Birkenfelder Kalklößplatten (Nr. 132.00), die Eisinger Höhe (132.01), die Roden-Waldzeller Rötflächen (Nr. 132.02) und das Urphar-Dertinger Hügelland (Nr. 132.03).

## Naturräumliche Gliederung
Die naturräumliche Einheit 132.0 ist folgender Teil des Naturraums Marktheidenfelder Platte der Haupteinheitengruppe Mainfränkische Platten:
- (zu 13 Mainfränkische Platten)
  - 132 Marktheidenfelder Platte auch (Remlingen-Urspringer Hochfläche)
    - 132.0 Naturräumliche Einheit 132.0 (ohne Namen)
      - 132.00 Karlstadt-Birkenfelder Kalklößplatten
      - 132.01 Eisinger Höhe
      - 132.02 Roden-Waldzeller Rötflächen
      - 132.03 Urphar-Dertinger Hügelland